# بهشية جبلية
البَهْشِيِّة الجبلية (باللاتينية: Ilex montana) نوع نباتي يتبع جنس البهشية من الفصيلة البهشية.
موطنها شرق الولايات المتحدة.